# Der Krieg am Ende der Welt
Der Krieg am Ende der Welt  (spanisch La guerra del fin del mundo) ist der Titel eines 1981 publizierten historischen Romans des peruanischen Literatur-Nobelpreisträgers Mario Vargas Llosa. Erzählt wird die Geschichte des charismatischen Wanderpredigers Antônio Vicente Mendes Maciel, der Ende des 19. Jhs. in der Region Bahia eine christliche Kommune der Ärmsten gründet und sich damit in Opposition zu den Autoritäten des Staates stellt, die ihn im Krieg von Canudos bekämpfen und seine Siedlung zerstören. Die deutsche Übersetzung von Anneliese Botond erschien 1982.

## Inhalt

### Überblick
Der Protagonist von Vargas Llosas Roman ist eine historische Figur: Antônio Vicente Mendes Maciel, der wegen seiner apokalyptischen Prophezeiungen „Conselheiro“ (Ratgeber) genannt wird, zieht in den 1870er Jahren als christlicher Wanderprediger durch die Sertões in Brasilien. Seine Predigten sprechen v. a. die arme Bevölkerung der Region an und er findet zahlreiche Anhänger, die sich 1893 in Canudos im Hinterland von Bahia sammeln und eine sektenartige Gemeinschaft bilden.
Nach dem Sturz des Kaisers Pedro II. 1889 ist in Brasilien eine republikanische Staatsform installiert worden. Deren Reformen wie der Trennung von Staat und Kirche, der Einführung der zivilen Eheschließung, der Errichtung staatlicher Friedhöfe, einer Volkszählung, der Einführung des Dezimalsystems und neuer Steuergesetze werden von konservativen Gruppen, wie den Anhänger der Monarchie, kritisiert und verstärken auch den Zulauf zu Antônio Conselheiros religiöser Bewegung, die viele Gesetze der Regierung ablehnt und nicht befolgt.

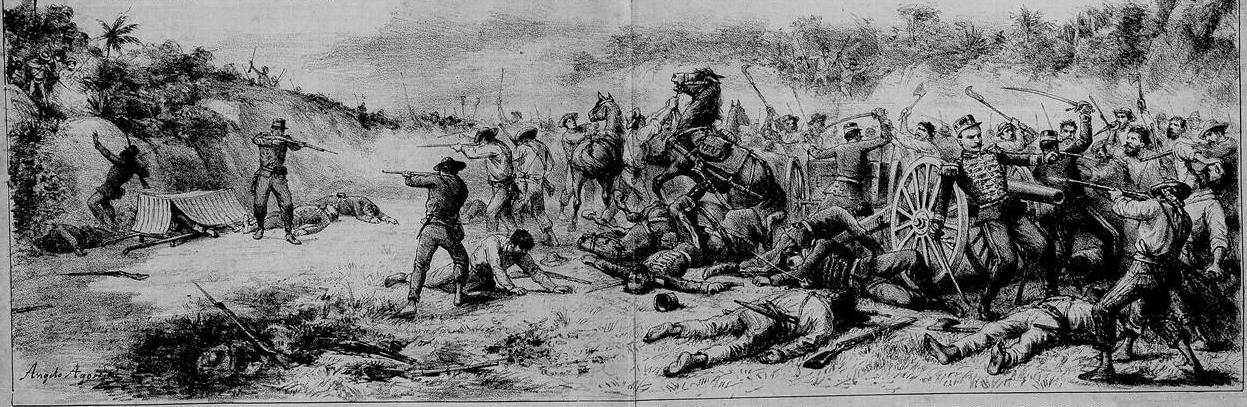
Schlacht in Canudos zwischen den Regierungstruppen und den Anhängern von Antônio Conselheir (Don Quijote, Nr. 82, 1897)

Unter den Canudenses sind viele arme Bauern, Indianer und kürzlich freigelassene Sklaven, die sich eine egalitäre Gemeinschaft unter dem Schutz Gottes versprechen. Die Gemeinschaft, die auf dem alleinigen absoluten Kommando des Conselheiro basiert und die weltliche Autorität der Republik ablehnt, wird von der Regierung als Gefahr angesehen und dies führt zu vier Strafexpeditionen, für die mehr als zehntausend Soldaten aus 17 brasilianischen Bundesstaaten mobilisiert werden, um die reaktionäre theokratische Herrschaft zu beenden. Der Canudos-Krieg dauert fast ein Jahr und fordert ca. 25.000 Menschenleben.
Den letzten Feldzug, der mit der totalen Zerstörung der Kommune endet, beschreibt der die Strafexpedition begleitende Schriftsteller Euclides da Cunha in seinem 1902 erschienenen Buch Os Sertões. Vargas Llosas orientiert sich weitgehend an Cunhas Schilderungen, fügt jedoch eine große Zahl fiktiver Personen hinzu.

### Antônio Conselheiro
Vargas Llosa beschreibt den religiösen asketische Fanatiker Antônio, der wegen seiner apokalyptischen Prophezeiungen von seinen Anhängern „der Ratgeber“ oder der „der Heilige“, genannt wird, als hochgewachsene, magere Erscheinung mit brennendem Blick. Er trägt ein violettes Gewand und Sandalen Auf seinen Wanderungen während der 1870er und 1880er Jahre predigt er seine Botschaft und versammelt um sich eine Schar von Anhängern. 1893 besetzt er mit seinen Aposteln die wegen der Dürre verlassene Fazenda des Barons de Canabrava in dem Dorf Canudos am Fluss Vaza Barris und lässt einen Tempel als Zentrum der neuen Siedlung bauen. (Teil I, Kap. 4)

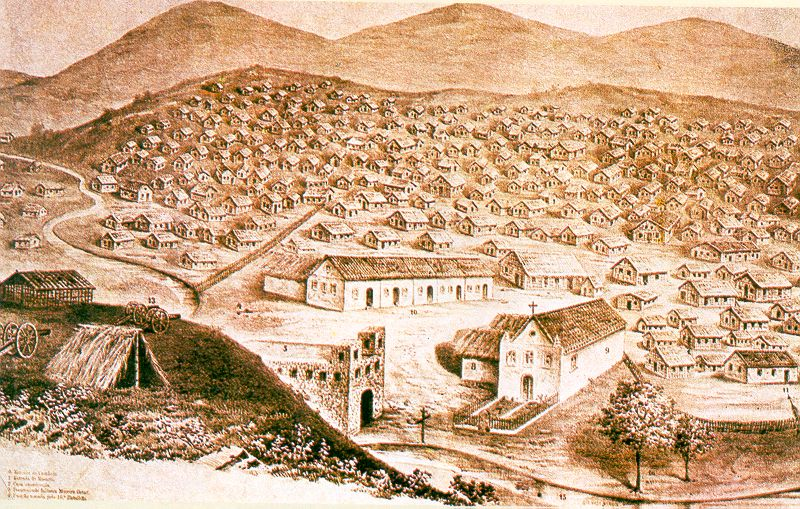
Canudos um 1895

Antônio verbindet seine Botschaft mit dem monarchistisch-messianischen Sebastianiten Er und seine Anhänger warten auf die Erscheinung des Königs. Dom Sebastião soll vom Meeresgrund wiederauferstehen und an der Seite der Gerechten in „Belo Monte“, wie sie jetzt Canudos nennen, als Reaktion auf die Trennung von Staat und Religion durch die republikanische Regierung (I, 1) für den Gottesstaat kämpfen. Wer in die Gemeinschaft aufgenommen werden will, muss sich zuvor gegen die Republik, von der man eine Wiedereinführung der Sklaverei befürchtet, sowie für die Einheit von Kirche und Staat aussprechen.
Vornehmlich die Ärmsten der Armen strömen aus allen Himmelsrichtungen zur Fazenda, die sich zu einer bunten christlichen Gemeinde entwickelt, und lassen sich von Antônio bekehren.
- Aber auch ein zuvor eigenständig wirtschaftender Kaufmann, Antônio Vilanova, fällt vor Antônio auf die Knie und schließt sich dem Prediger an.
- Antônio Beatinho, der Sohn eines Schusters, folgt ihm seit seinem vierzehnten Lebensjahr und wird in Canudo sein enger Vertrauter und Sekretär.
- In Monte Santo[4] begegnet Antônio der 20-jährigen Maria Quadrado,  die das Volk für eine Heilige hält, seit sie, ein schweres Holzkreuz schleppend, in die Stadt gekommen ist, wo sie in einer Grotte lebt. Der Prediger führt mit ihr geistliche Gespräche und sie folgt ihm auf seinen Wanderungen.
- Der Ratgeber rettet Felício, einem Mann mit deformiertem Körper, der lesen und schreiben kann und deshalb „Der Löwe von Natuba“ oder „der Schriftgelehrte“ genannt wird, das Leben und wählt ihn für die Gruppe der Apostel aus.

Fast alle Mitglieder der Kerngruppe haben eine sündige bzw. kriminelle Vergangenheit:
- Die Hellseherin Alexandrinha Corrêa lebte mit dem Pfarrer von Cumbe, Pater Joaquim, zusammen und ließ ihre drei gemeinsamen Kinder zurück.
- Die Priesterin Maria Quadrado erstickte als junge Frau ihr Neugeborenes.
- Der „Neger“ João Grande brachte als Sklave seine Herrin mit haarsträubender Brutalität um und war anschließend Bandit. In Canudos wird er Chef der „Katholischen Wachmannschaft“, der Leibgarde des Ratgebers.
- Der 30-jährige João Abade,[5] alias João Satanás, war ein brutaler Räuber, der von dem Oberst Geraldo Macedo bis zum Ende des Krieges in der zerstörten Stadt vergeblich gesucht wird.
- Ein anderer Kämpfer der Canudenses ist der nasenlose Pajeú, ebenfalls ein Bandit, der die Farm des Barons von Canabrava abbrennt.

Die Anhänger des Propheten nennen sich „Katholiken“ und ihre republikanischen Gegner „Protestanten“. Von der Presse werden sie abwertend als Desperados, Conselheiros, Cangaceiros, Jagunços d. h. Diebe, Räuber, Rebellen, Milizionäre, bezeichnet.

### Strafexpeditionen
Die Republikaner sehen in der Kommune und ihren Aktionen im Umland eine Gefahr für die junge Demokratie und bekämpfen die als reaktionär Fanatiker bezeichneten Rebellen in verschiedenen Polizei- und Militär-Expeditionen:

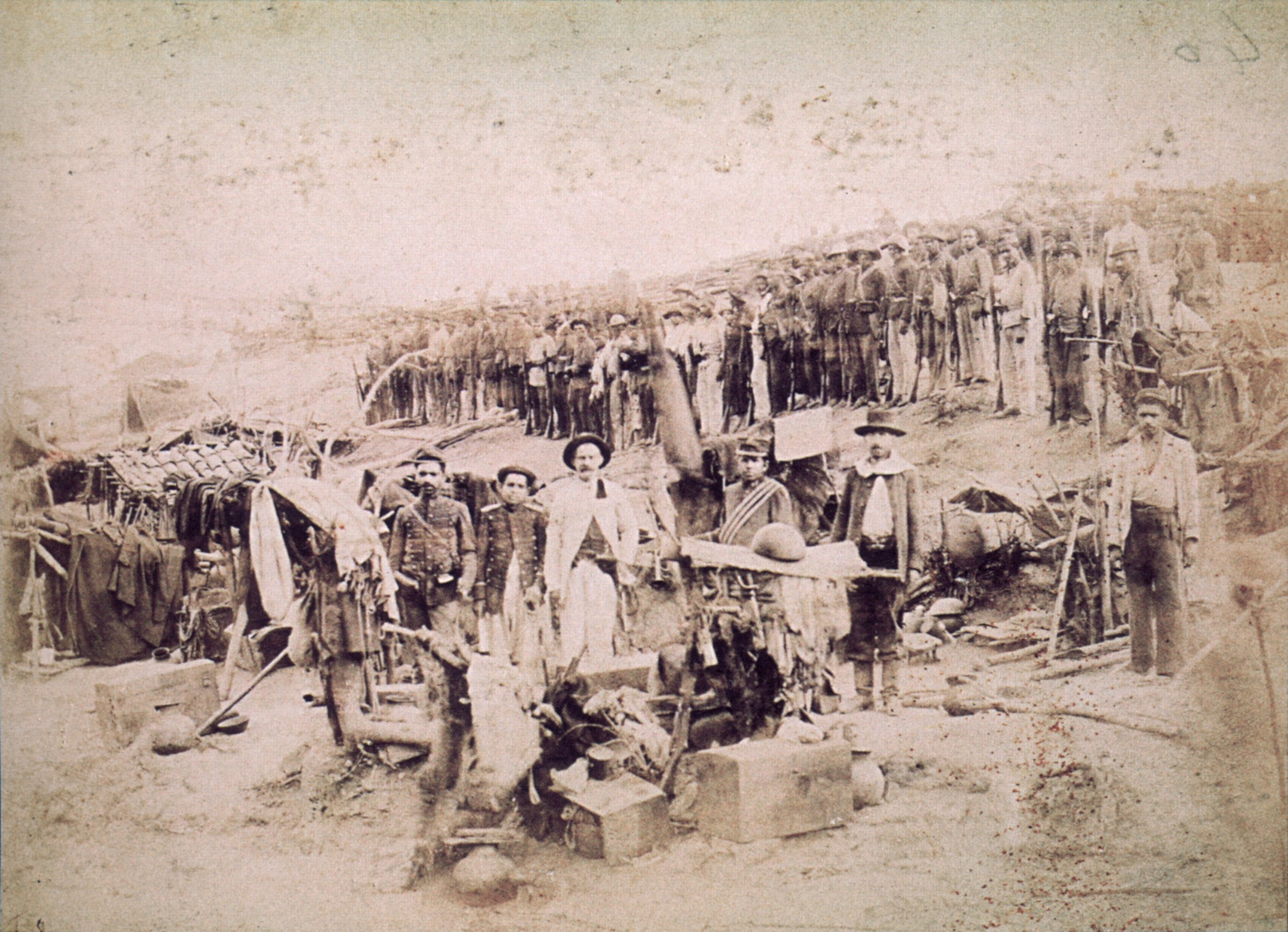
Das Infanterie-Bataillon 1897

Zuerst gehen 30 Bahianer Polizisten  gegen die zahlenmäßig weit überlegenen Rebellen vor, werden von ihnen vertrieben. Anschließend, 1896, besiegen die Canudenses eine von Pires Ferreira geführte Kompanie Infanterie. Darauf nimmt man die Gegner ernster und Viana, der Gouverneur von Bahia, schickt 1897 eine mit Maschinengewehren und Kanonen ausgerüstete Truppe unter Major Febrônio de Brito (I, 6 und 7) nach Canudos. Die Soldaten werden von João Abades Cangaceiros mit großer Menschenverachtung zurückgeschlagen und zur Flucht gezwungen (II, 2) Eine der Taktiken der Jagunços ist es, die benachbarten Farmen auszurauben, die Kühe und Ziegen zur Versorgung nach Canudos zu treiben und die Nachschubtransporte der Truppen zu überfallen und für sich zu nutzen: „Es war eine Verrücktheit dieses Krieges, dass das Heer die eigenen Truppen und den Gegner ernährte“ (IV, 3).
Vom 3. Teil des Romans an steht die dritte Militär-Expedition, die von dem „kurzsichtigen Journalisten“ (Miope) begleitet wird, im Zentrum. Der Journalist kehrt nach Ende des vierten Kriegszugs und der Zerstörung der Kommune als einer der wenigen Überlebenden nach Sebastian zurück und berichtet von seinen Ereignissen (IV). Den dritten Anlauf unternimmt das 1200 Mann starke Infanterieregiment unter Antônio Moreira César, einem kleinen, fast rachitischen, aber sehr agilen Oberst, der in Calumbí wegen eines epileptischen Anfalls den Vormarsch unterbrechen muss. 1897 rückt die Truppe gegen Canudos vor. (III, 1) Um die potentiellen Unterstützer des Predigers abzuschrecken, lässt César bei seinem Vormarsch in die Caatinga Bewohnern, die trotz Aufforderung nicht ihre Waffen abliefern, als Verräter der Republik die Kehle durchschneiden. Im Februar greifen die Infanteristen die Stadt an, doch die Canudenses wehren sich. Als die Attacke in den Gassen von Canudos stockt, will der Oberst seine Soldaten ermuntern, verlässt den schützenden Befehlsstand und wird erschossen. Das ist der Wendepunkt des Gefechtes und die Soldaten flüchten und lassen ihre Waffen zurück. Die Sieger spießen Césars Kopf auf einen Ast und überlassen, wie zuvor, die Leichen der Feinde den Geiern, während Pater Joaquim die toten Canudenses beerdigt.
Unter dem Druck der Öffentlichkeit stellt die Bundesregierung eine noch stärkere Truppe zusammen. Unter der Führung von General Arthur Oscar de Andrade Guimarães kesseln sie im Sommer 1897 die Aufständischen ein, zerstören ihre Häuser und töten die meisten Bewohner. Nur wenigen gelingt die Flucht, einer davon ist der Journalist.

### Gonçalvez und Baron von Canabrava

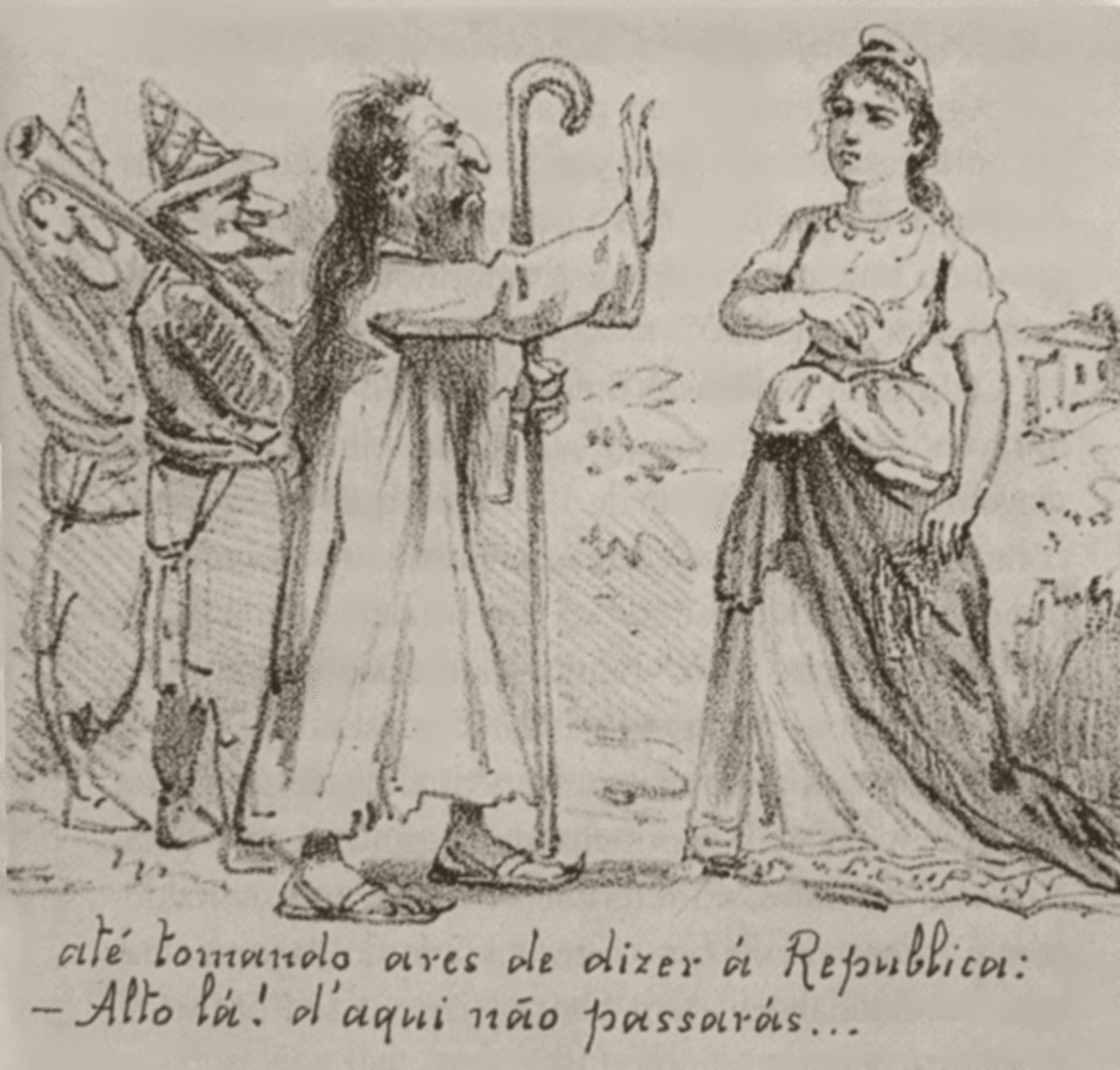
Karikatur, die den Prediger mit seinem Narren-Gefolge zeigt, der die Republik am Weitergehen hindert.

Epaminondas Gonçalvez, Direktor der Zeitung „Jornal de Notícias“ und eine führende Persönlichkeit der Progressiven Republikanischen Partei in der Region, bekämpft die Anhänger der Monarchie von Bahia mit allen Mitteln. Monarchisten nennen ihn einen Jakobiner. Sein Gegner ist der Baron de Canabrava, der Gründer und Führer der regionalen monarchistischen Partei, , die das Parlament im Bundesstaat Bahia beherrscht. Um ihn unter Druck zu setzen, bedient sich Gonçalvez eines schottischen Revolutionärs:
Der unter dem Namen Galileo Gall in Brasilien untergetauchte und umherstreifende Phrenologe sieht in Canudos seine Ideale verwirklicht, für die er sein ganzes Leben lang gekämpft hat, und ist bereit, die Aufständischen zu unterstützen. Gonçalvez, verleitet ihn zu einem Waffentransport nach Canudos. Nach seinem Plan wird der Schotte auf dem Weg ermordet und die Waffen werden entdeckt. Somit soll der Anschein erweckt werden, die britische Krone habe die brasilianischen Royalisten mit Schusswaffen unterstützt. Damit möchte Gonçalvez den nationalistischen Volkszorn gegen die Engländer anfachen und die Monarchisten der Kollaboration anklagen. Er vermittelt Gall als ortskundigen Begleiter den Spurenleser Rufino. Dieser hat früher, wie auch seine Frau Jurema, auf der Fazenda des Barons de Canabrava gearbeitet und könnte den Baron in die Geheimaktion hineinziehen. Doch der Plan misslingt zuerst (III, 2). In Rufinos Haus  kann sich Gall gegen die auftauchenden Mörder wehren und Jurema hilft ihm dabei, obwohl er sie, nach seiner zehnjährige sexuellen Abstinenz und Fokussierung auf anarchistische Ziele, zuvor vergewaltigt hat.  Anschließend flieht sie mit ihm aus Furcht vor Rufinos Rache und begleitet ihn nach Canudo. Auf seinem Weg dorthin hilft ihm sogar Baron de Canabrava, indem er ihm nach der Aufnahme in seiner Farm einen Führer zur Verfügung stellt. Eigentlich hätte der Baron den Schotten als Beweis festsetzen müssen, denn nach dem Scheitern der Expedition de Britos und Galls Tod beschuldigen die Republikaner im Parlament Canabrava des Verrats (I, 2). Später erklärt der Baron den Grund für seine zunächst unverständliche Entscheidung: Er suchte einen Kompromiss mit den Republikanern.
Nach Galls und Juremas Flucht verfolgt sie Rufino. Er findet die beiden kurz vor Canudos zusammen mit einem versprengten Zirkus-Zwerg und sie geraten in die Gefechte der Expedition des Majors de Brito (I, 2). Die Situation eskaliert: Im tödlichen Messer-Zweikampf zerfleischen sich Rufino und Gall. Soldaten vergewaltigen Jurema und werden von Jagunços bestialisch umgebracht. Pajeú begleitet Jurema und den Zwerg nach Canudos.
Eine Wende im Leben Canabravas ist der geistige Verfall seiner Frau durch eine Aktion der Cangaceiros. Diese versuchen die Versorgung der Canudenses durch die Farmer mit allen Mitteln zu erzwingen. Pajeú schleicht sich als höflicher Besucher in die Fazenda des Barons in Calumbí ein und brennt als Warnung für fehlende Unterstützung durch die Fazendeiros die Farm des Barons nieder. Durch den Schock verliert Baronin Estela ihre „helle Intelligenz“, was den Baron tief erschüttert und sein Leben verändert. Er zieht sich aus dem öffentlichen Leben in seine Residenz in Salvador zurück, reist dann nach Europa und überlässt Gonçalvez die Macht.
Im dritten und vierten Romanteil führt er nach seiner Rückkehr nach Salvador verschiedene Gespräche mit seinem ehemaligen politischen Gegner Gonçalvez und dem kurzsichtigen Journalisten über den Kampf der Systeme und die Kriegszüge gegen die Canudenses. Der Baron bekennt dem Gonçalvez, er sei als Vertreter des alten Systems mit seinen festen Strukturen nicht für die neue Zeit „der Aktion, der Verwegenheit, der Gewalt, sogar des Verbrechens“ geeignet, in der „Politik gänzlich von der Moral“ abgekoppelt werde (III, 7).
Der Baron verirrt sich nach dem Unglück seiner Frau in eine grotesk-tragische triebgesteuerte Dreiecksbeziehung. Während er das Dienstmädchen Sebastiana vergewaltigt, wird es von der umnachteten Baronin umarmt und getröstet (IV, 6).

### Der „kurzsichtige Journalist“

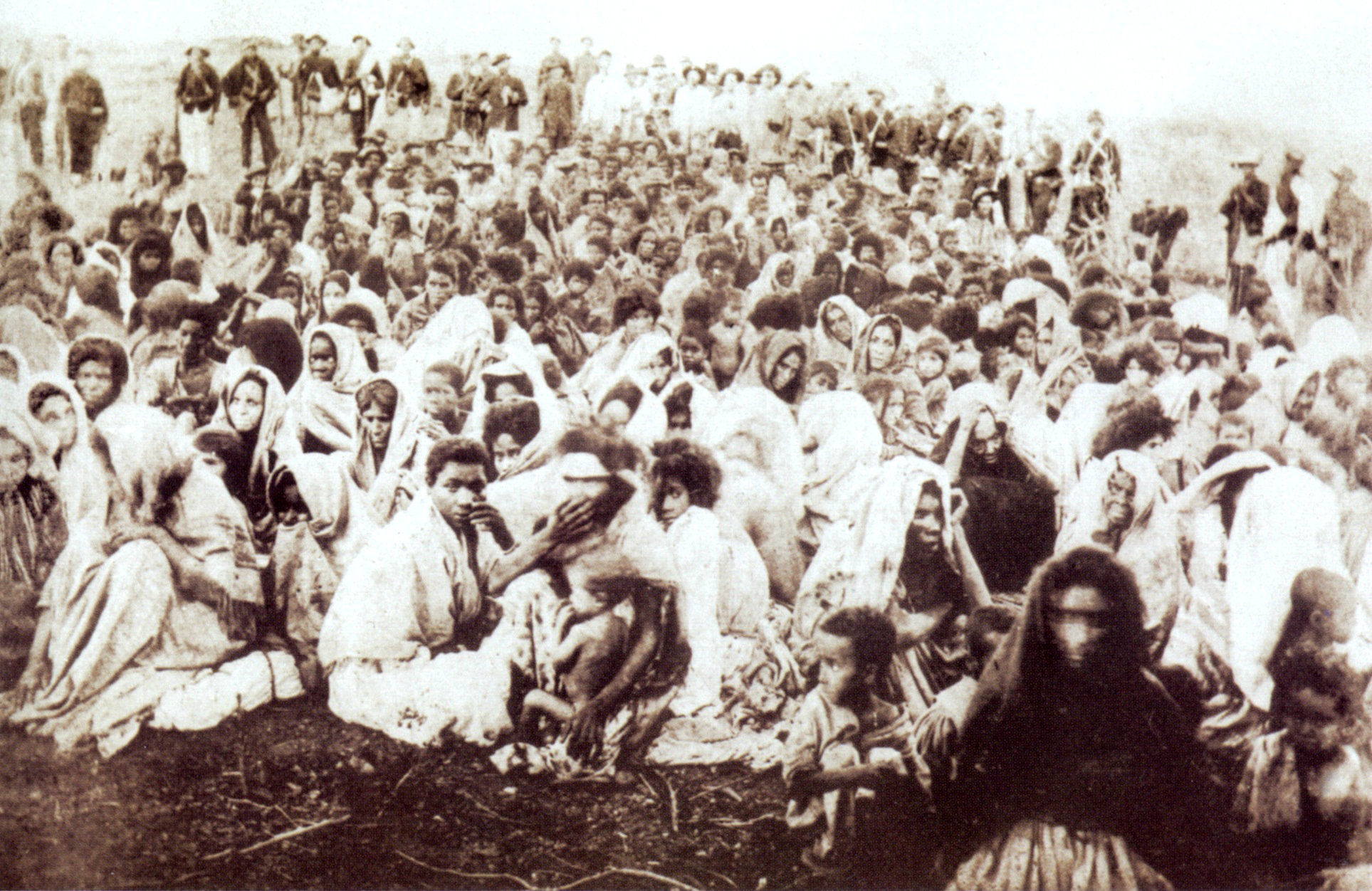
Gefangen genommene Bewohner von Canudos

In Canudos trifft der Journalist, der mit der Expedition Cesars in das Kampfgebiet gekommen ist, Jurema und den Zwerg. Sie überleben die Belagerung und Zerstörung der Stadt durch General Oscar und können nach Salvador fliehen. Sie gehören zu den wenigen Überlebenden Canudos. Alle Apostel des Predigers und die meisten seiner Anhänger, die sich geweigert haben, sich zu ergeben, werden getötet. Antônio Conselheiro selbst kämpft nicht und stirbt im Sanktuarium. Der Löwe von Natuba erzählt den immer stärker umzingelten Canudenses, dass die Engel den Ratgeber abgeholt und mit ihm in den Himmel aufgestiegen sind.
Der Journalist spricht drei Monate nach seiner Rückkehr lange mit dem Baron (IV, 1, 2, 3, 4, 5, 6) über seine Erlebnisse in Canudo, über die von den Journalisten verbreiteten, die Royalisten beschuldigenden Verschwörungstheorien, über des Barons vermutete Unterstützung der Aufständischen mit Lebensmitteln, die Dämonisierung der Canudenses durch die Republikaner, die hohe Zahl der mit Kanonen getöteten Aufständischen, die Enthauptung der Leiche Antônio Conselheiro und die Versenkung seines Kopfes im Atlantik, das Schicksal Juremas, die verhungerten und verdursteten Menschen in den Trümmern Canudos usw.

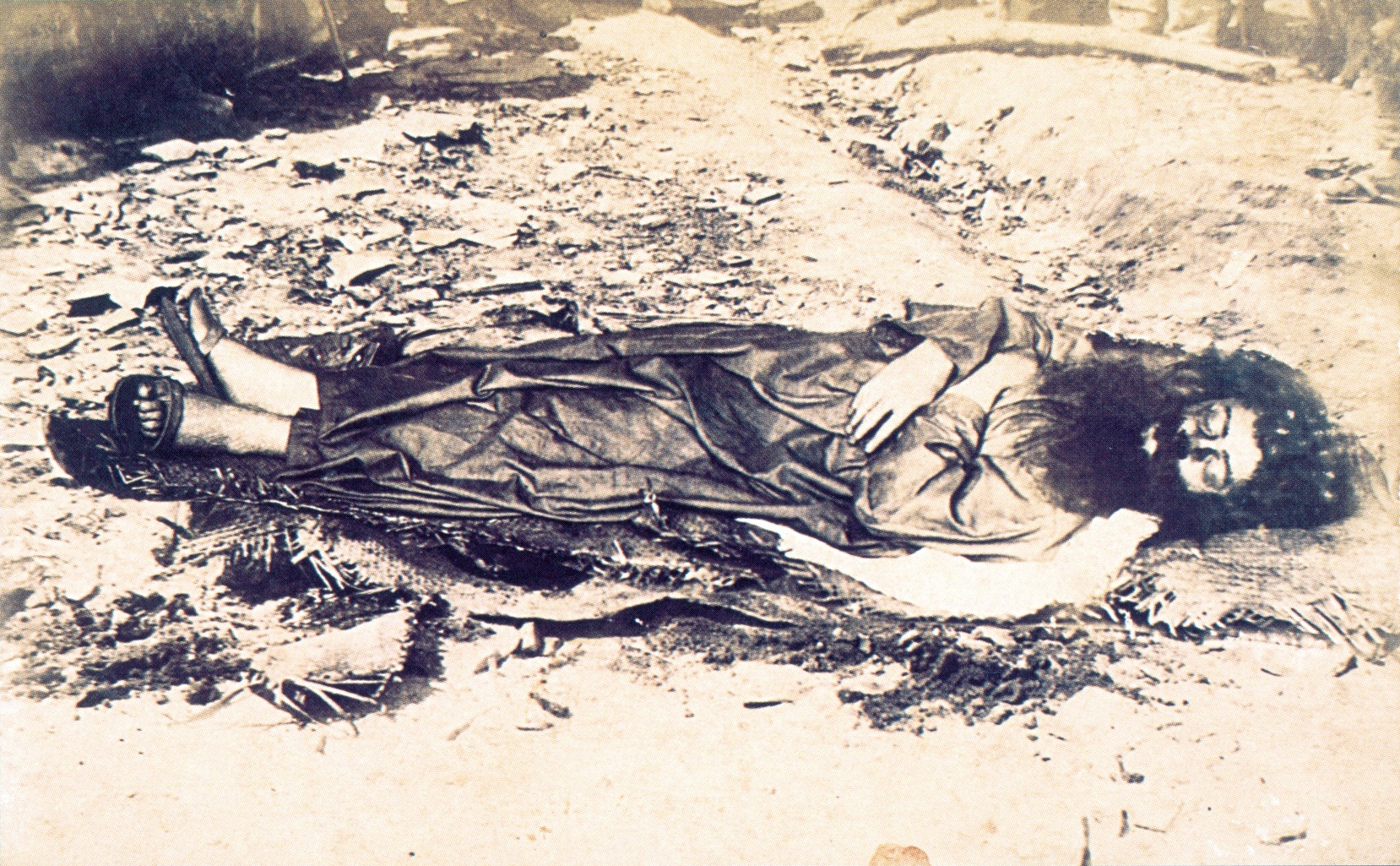
Das einzige Foto von Antonio Conselheiro nach der Ausgrabung der Leiche (1897)

Der in der Zeit des Krieges sichtbar gealterte Journalist ist desillusioniert aus dem Krieg zurückgekehrt und hat sich von seinem Auftraggeber Gonçalvez getrennt. In den Zeitungsartikeln, auch in seinen, sind die Canudenses als „Horden von Fanatikern, niederträchtige Gewaltverbrecher, Kannibalen des Serão, Entartete, verabscheuungswürdige Ungeheuer, Menschlicher Abschaum, infame Narren, Kindsmörder, Schwachsinnige“ (IV, 1) bezeichnet worden und er hat daran geglaubt. Die Korrespondenten hätten nur ein einseitiges Bild beschrieben und von dieser Propaganda und dem Märchen vom englischen Spion Gallo seien die Brasilianer aufgeputscht worden und hätten in Demonstrationen die Vernichtung Canudos gefordert. Jetzt weiß er, dass man das Bild differenzieren muss. Obwohl nach der Niederlage Césars seine Brille zerbrochen ist und er nur verschwommene Bilder der Wirklichkeit sah, will er die Geschichte der tiefgläubigen Menschen mit ihrer „solidarische[n], brüderliche[n] Gesinnung“ (IV, 3) und die Gräuel des Krieges aufschreiben. Canudos habe „seine Ansichten über die Geschichte, über Brasilien, über die Menschen verändert. Aber vor allem über [s]ich selbst […] zu einem sehr armseligen Begriff [s]einer selbst“ (IV, 3).

## Form
Der Krieg am Ende der Welt hat, wie die meisten frühen Romane des Autors, keine traditionelle stringent chronologische Handlungsstruktur, auch verwendet Vagas Llosa keine einheitliche Erzählperspektive:
In Parallelführung werden einzelne Personen und ihre Lebensläufe in personaler Form vorgestellt, ohne dass ein auktorialer Erzähler diese Bausteine miteinander verbindet. Der Leser muss die im Laufe des Romans zunehmend miteinander verknüpften, teils verschachtelten Einzelteile mit einer Vielzahl von Personen selbst zu einem Mosaikbild zusammensetzen, z. B. die Gemeinschaft des Predigers. In diesem Bild wechseln im Laufe des Romans die Vordergrundfiguren, im ersten Teil ist es z. B. der schottische Revolutionär Gall, im letzten der Journalist, in dessen Erlebnisberichte und Bewertungen, die er dem Baron vorträgt, Szenen der brutalen Kriegshandlung in Er-Form, meistens aus der Canudenses-Perspektive, eingeschoben sind. Andere Personen treten nur episodisch auf wie Oberst Geraldo Macedo, der aus persönlichen Gründen den brutalen Räuber João Abade beharrlich sucht und ihn auch am Ende des Krieges in der zerstörten Stadt nicht findet.
Diese Technik der Polyperspektive in nicht-linearer Anordnung oder der Polyphonie ist aus vielen Romanen der Moderne, z. B. Dos Passos Manhattan Transfer oder William Faulkners Licht im August, bzw. der Romantheorie Bachtins bekannt. Sie kennzeichnet ein verändertes Selbstverständnis des Autors in der modernen und postmodernen Literatur zu seinem Werk, wie sie in Konzepten des intentionalen Fehlschlusses oder des Autorentods noch deutlicher wird.
Anhand der Entstehung von La casa verde beschrieb Vargas Llosa 1971 in Historia secreta de una novela seine Montagetechnik, die auch als „técnica de los vasos comunicantes“, als „Technik der kommunizierenden Gefäße“, bezeichnet wird und offenbar von Faulkner beeinflusst ist: Beim Leser solle durch die Fragmentierung der Handlung, durch Handlungslücken, die plötzliche Einführung neuer Figuren und Situationen dieselbe Desorientierung hervorzurufen werden, die auch die Sinnsuche der Romanfiguren charakterisiere.

## Rezeption
Vargas Llosas mit dem Internationalen Ritz-Hemingway-Preis 1985 ausgezeichneter Roman Der Krieg am Ende der Welt, den Salman Rushdie als „eines der blutigsten, grausamsten Bücher, bezeichnet, die [er] je gelesen habe“, ist die 11. Publikation eines Vargas-Llosa-Werkes in deutscher Sprache. Seine Bedeutung im Œuvre des Autors wird unterschiedlich beurteilt. Einige Rezipienten schätzen seine frühen Werke höher ein, andere wie der chilenische Schriftsteller Roberto Bolaño und der amerikanische Literaturwissenschaftler Harold Bloom, der für die Aufnahme in einen „westlichen Kanon“ plädiert, halten den Krieg am Ende der Welt für das Hauptwerk Vargas Llosas und schließen sich damit der Meinung des Autors an.
Seit dem großen Erfolg der Stadt und die Hunde sind ca. 20 Jahre vergangen und inzwischen hat sich in der Vermarktung und differenzierter in den Rezensionen der Tages- und Wochenpresse der 1960er Jahre, wie Sarafia in seiner Darstellung belegt, ein Muster der „dreifachen Faszination“ entwickelt: 1. Vergleich mit einem bedeutenden europäischen Roman, 2. Thematisierung eines für die Leser typischen lateinamerikanischen sozialen Problems, 3. Identifikation mit der kritischen Position des Schriftstellers und Ermöglichung einer emphatischen Lektüre.
Auch in den Literaturlexika hat sich ein entsprechendes Schriftstellerprofil geformt: „Seine fundamentalen schriftstellerischen Qualitäten liegen in der sicheren und flexiven Beherrschung moderner Erzähltechniken, im Gespür für Konstruktion und Zusammenhalt sowie in der Schärfe seines Blicks für die Details menschlichen Verhaltens, aber auch für die Strukturen und Mechanismen der Gesellschaft, vorerst noch Perus. Sein Weltbild ist deterministisch; ihm fehlt visionäre Phantasie, dafür versteht er es, die Phantasie des Lesers zu provozieren. Ihn interessiert das Erscheinungsbild der Realität, und als Schriftsteller geht es ihm um die Wiedergabe dieser äußeren Realität durch eine andere, rein verbale Realität“. Wilperts Lexikon der Weltliteratur charakterisiert das Werk Vargas Llosas ähnlich: „Seine Themen sind die moralische Korruption und Gewalt. Beherrschung neuer Techniken, analytische Präzision der Milieubeschreibung; krasser, an Grausamkeit grenzender Realismus kontrastiert mit lyrischem Stil; glänzende Charakterzeichnung; kritische Stellungnahme, mit gelungenem Humor zur heutigen Gesellschaft.“
Die deutschen Rezensionen zum Krieg am Ende der Welt beziehen die genannten Aspekte mit ein, bewerten sie jedoch unterschiedlich. Brode sieht das Werk als Kompendium der politischen Problematik des Kontinents an. Andere Kritiker vergleichen den Roman mit Tolstois Krieg und Frieden, Conrads Nostromo und Lampedusas Der Leopard und streiten über die literarische Qualität im Vergleich zu den großen Vorbildern. Dieterich und Drews vermissen an Vargas Llosas historischem Roman die beim Frühwerk gelobte Könnerschaft. Unter der erfahrenen Feder des Autors komme der Stoff nicht so recht zum Blühen und Tragen und reiße den Leser nicht mit.

## Interpretation
Nach Scheerer ist die Aufarbeitung einer literarischen Vorlage – wie hier die des Euclides da Cunha durch Vargas Llosa – in analogen Fällen, zum Beispiel in prominenten französischen Literatenkreisen, ein durchaus gebräuchliches Prozedere. Historische Abläufe würden chronologisch getreu abgebildet.
Die Erzählerschar lässt sich hierarchisch ordnen. Auf deren unterster Stufe steht der Zwerg aus jenem untergegangenen Wanderzirkus, der dem Publikum von der Prinzessin Magelone erzählte. Der Löwe von Natuba, ein zottelhaariger Junge, der auf allen vieren läuft, folgt. Dieser Schreiber darf in der Nähe des Ratgebers verweilen, weil jedes Wort der Nachwelt überliefert werden muss. Der Schotte Gall verweist in seinen Briefen an europäische Anarchisten auf abendländisch-abseitiges Denken. Ohne den kurzsichtigen Journalisten, der sich meist an Brennpunkten des Geschehens aufhält, wäre der Roman womöglich bloßer Bericht. Vargas Llosa hatte mit dem ohne Brille hilflosen Schreiber sein Vorbild Euclides da Cunha im Sinn. Der Journalist steht deshalb auf der obersten Sprosse der soeben skizzierten Leiter, weil er zwar halb blind durch die Caatinga tappt, doch hinter die Kulisse blicken kann. Augenfällig für jeden der genannten Erzähler sei ein physischer oder im Fall des Schotten psychischer Defekt – Synonym für die Unvollkommenheit, aber Notwendigkeit, allen Schreibens und Erzählens. Der Ratgeber stehe – verzerrt zwar und übertrieben – für das Christentum, das Lateinamerika Leid gebracht habe.
Eine politische Lösung schlage Vargas Llosa nicht vor. Er lege nur den Finger auf die Wunde. Nicht alle Figuren seien historisch verbürgt. Der Schotte Gall und der Spurenleser Rufino seien erfunden. In seinem Roman sei Vargas Llosa über da Cunhas Bericht hinausgegangen: Breiter Raum in den Schlachtengemälden werde der Gegenseite – dem Ratgeber und seinen Aposteln – zugestanden. Außerdem werde in dem Roman naturgemäß das Emotionale betont.

### Verwendete Ausgabe
- Der Krieg am Ende der Welt. Roman. Aus dem Spanischen von Anneliese Botond. Verlag Volk und Welt, Berlin 1984. 741 Seiten (Lizenzgeber: Suhrkamp, Frankfurt am Main 1981)

### Sekundärliteratur
- Thomas M. Scheerer: Mario Vargas Llosa. Leben und Werk. Suhrkamp, Frankfurt am Main 1991, ISBN 3-518-38289-6
- Norbert Lentzen: Literatur und Gesellschaft: Studien zum Verhältnis zwischen Realität und Fiktion in den Romanen Mario Vargas Llosas. Romanistischer Verlag, Bonn 1994 (Diss. RWTH Aachen 1994), ISBN 3-86143-053-3